# Joquicingo
Joquicingo es una población mexicana del Estado de México, se trata de una comunidad principalmente rural, tuvo con anterioridad el nombre oficial Joquicingo de León Guzmán. Para el año 2020 se considera de baja población, así como ser uno de los municipios con alto índice de pobreza y analfabetismo de la entidad.

## Toponimia
Citando a Cecilio Robelo, Nombres geográficos indígenas del Estado de Mexico : estudio crítico etimológico: «Joquicingo.—El Sr. Olaguíbel dice: "Xoquilcinco, Xoxouhqui, azul; cintli, falda; co, lugar. En la falda del cerro azul.» Ni hay nada en el nombre que pueda traducirse por "cerro," ni cintli significa "falda," sino "mazorca," y, además xoxohuqui, en composición, se convierte en xoxohuca. Para que el nombre tuviera esa significaciòn, su estructura debería ser ésta: Xoxouhcatepemapan. El nombre propio mexicano es Zoquitzinco, que se compone de zoquitl, lodo ó barro, de tzintli, expresión de diminutivo, y de co en: y puede significar: "En el barrialito," aludiendo á que la calidad del barro es fina ó muy buena, como greda ó arcilla; y así lo dá á entender el diminutivo tzin, que siempre es estimativo. (V. núm. 42.) El Dr. Peñafiel traduce: "En el pequeño lodazal," ó "En el pequeño Zoquitla:" pero es inexacta la traducción, porque si eso fuera, el nombre sería Zoquitlatzinco [o] Zoquitlatonco.»